# Moshe Katsav

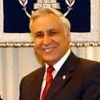
Moshe Katsav in 2003

Moshe Katsav(Hebreeuws: משה קצב), geboren als Musa Qasab (Perzisch: موسی قصاب) (Yazd (Iran), 5 december 1945), was tussen 2000 en 2007 de achtste president van Israël. Hij is Israëls eerste president die in een islamitisch land geboren is (maar de tweede Sefardische president na Yitzhak Navon), en tevens de eerste president die geen kandidaat was van de Arbeidspartij maar van de Likoed. Hij won van diens kandidaat, Shimon Peres. Op 15 juli 2007 werd hij door diezelfde Peres opgevolgd, nadat hij noodgedwongen vanwege een seksschandaal was afgetreden. Katsav werd in maart 2009 aangeklaagd voor twee verkrachtingen en in december 2010 schuldig bevonden. In maart 2011 kreeg hij zeven jaar gevangenisstraf opgelegd, een straf die in november van dat jaar onherroepelijk bevestigd werd. Eind 2016 werd hij vervroegd vrijgelaten.

## Levensloop
De in Iran geboren Katsav emigreerde in 1951 met zijn familie naar Israël. Hij was de oudste van acht kinderen, en groeide op in Kiryat Malachi. Hij studeerde economie en geschiedenis. Op de universiteit was hij voorzitter van de Likoed-studentenraad. Als 24-jarige student werd hij gekozen als burgemeester van Kiryat Malachi. Hij was de jongste burgemeester van Israël. Hij oefende deze functie uit van 1969 tot 1981.
In 1977 kwam Katsav in de Knesset, het Israëlisch parlement. Zijn expertisegebieden werden daar ruimtelijke ordening, milieu, onderwijs en cultuur.
Later werd hij viceminister van Woon- en bouwbeleid (1981-1984), minister van Arbeid en Sociale Zaken (1984-1988) en minister van Transport (1988-1992). Tussen 1992 en 1996 was hij voorzitter van de Likoed-fractie in de Knesset. Van 1996 tot 1999 werkte hij als minister van Toerisme en vicepremier. Hij hield zich ook bezig met Arabisch-Israëlische bevolking.

## Persoonlijk
Katsav is getrouwd met Gila Katsav. Het echtpaar heeft vijf kinderen.

## Presidentschap
Op 1 augustus 2000 werd Katsav door de Knesset verkozen tot de achtste president van de staat Israël. De andere kandidaat was Shimon Peres. Ondanks dat de Likoed sinds 1977 de meest dominante partij in de Israëlische politiek is, werd Katsav pas de eerste president die deze partij mocht leveren.
Ondanks dat Israëlische presidenten geacht zijn boven de politiek te staan, houdt Katsav zich in de praktijk wel bezig met de politiek. Vaak houdt hij daarbij dan de rechtse Likoed-lijn aan. Het regeringsbeleid waar Katsav als president voor pleit is een veilige en sterke staat Israël, waarvoor eventueel de concessie van een Palestijnse staat mag worden gedaan. Ook is hij een voorstander van een territoriaal compromis met Syrië en de bouw van een Israëlische Westoeverbarrière die Palestijnse aanslagen zou moeten voorkomen.
Katsaf trok de aandacht in april 2005, toen hij zijn land vertegenwoordigde bij de uitvaart van paus Johannes Paulus II. De president van Israël reikte de hand aan zijn Syrische ambtgenoot Bashar al-Assad. Na afloop van de plechtigheid reikte Assad Katsav ook de hand. Vervolgens schudde Katsav handen met het Iraanse staatshoofd Mohammad Khatami, met wie hij enige minuten sprak in zijn moedertaal over hun beider geboortestad Yazd. De Algerijnse president Abdelaziz Bouteflika werd zelfs door Katsav omhelsd.

### Aanklachten
In 2006 werd er een strafrechtelijk onderzoek naar hem uitgevoerd op grond van verdenking van verkrachting, fraude, seksuele intimidatie en illegaal afluisteren van medewerkers. Op 15 oktober maakte de Israëlische politie bekend dat vooral voor de seksuele intimidatie veel bewijs was en adviseerde het Openbaar Ministerie tot vervolging over te gaan. Op 23 januari 2007 maakte het Israëlische Openbaar Ministerie bekend dat zij van plan was Katsav officieel van verkrachting, seksuele intimidatie, het verhinderen van het justitieel onderzoek, fraude en vertrouwensbreuk in beschuldiging te stellen. Eerst zou er nog een hoorzitting plaatsvinden alvorens al dan niet tot een officiële vervolging zou worden overgegaan.
Op 24 januari gaf Katsav in een emotionele rede, waarin hij zijn onschuld benadrukte, aan met tijdelijk verlof te willen gaan, hetgeen de Knesset de volgende dag inwilligde. Dit had voor hem als voordeel dat hij tijdens zijn drie maanden durende verlofperiode niet strafrechtelijk kon worden vervolgd. Dalia Itzik, destijds de voorzitter van het Israëlische parlement, nam hem in die tijd waar. Op 28 juni werd bekend dat Katsav op eigen verzoek een regeling met justitie had getroffen. In ruil voor de bekentenis van seksuele intimidatie werd hij niet vervolgd voor aanranding en verkrachting. Onderdeel van de overeenkomst was dat hij onmiddellijk als president aftrad (hij liep hierdoor bepaalde riante pensioenregelingen mis) en een schadevergoeding aan de slachtoffers zou betalen. Wel zou hij een voorwaardelijke gevangenisstraf krijgen opgelegd. Katsav trad op 1 juli als president af.
Op 8 april 2008 liet hij weten terug te komen op zijn schikking met justitie. Hij was van mening dat hij onschuldig was en wilde het daarom op een rechtszaak laten aankomen. Tot verrassing van Katsav, die had verwacht dat de zaak zou worden gesloten, kondigde justitie op 8 maart 2009 aan de vervolging toch door te zetten. In de rechtbank van Tel Aviv werd Katsav op 30 december 2010 aan verkrachting schuldig bevonden. Op 22 maart 2011 heeft hij een celstraf opgelegd gekregen van zeven jaar wegens verkrachting, seksuele intimidatie en belemmering van de rechtsgang. Ook moet hij smartengeld betalen van omgerekend 22.000 euro.
Op 7 december 2011 begon Katsav zijn gevangenisstraf van zeven jaar in de Maasiyahu-gevangenis in Ramla. Op 21 december 2016 werd hij onder beperkende voorwaarden vervroegd vrijgelaten.